# Commission Bias
Dieser Artikel wurde auf der Qualitätssicherungsseite des Portals Soziologie eingetragen. Dies geschieht, um die Qualität der Artikel aus dem Themengebiet Soziologie auf ein akzeptables Niveau zu bringen. Hilf mit, die inhaltlichen Mängel dieses Artikels zu beseitigen, und beteilige dich an der Diskussion. (Artikel eintragen)
Der Commission Bias bezeichnet eine Verhaltensweise, bei der das subjektive Risiko für eine Handlung geringer wahrgenommen wird als diese Handlung zu unterlassen. Die objektiven Folgen der Handlungen sind jedoch oft negativer im Vergleich zur unterlassenen Handlung. Dieser Bias tritt auf, da es für Menschen einfacher ist, eine Handlung zu begründen, deren Folgen eventuell nicht das gewünschte Ergebnis erbracht haben, als die negativen Folgen von Nicht-Handeln zu rechtfertigen.

## Beispiel
- Politiker schränken Freiheitsrechte massiv ein (z. B. Video-Überwachung), um die Gefahr eines Terroranschlages zu reduzieren. Der Nutzen der Handlung (Video-Überwachung installieren) ist nicht gesichert, aber leichter zu rechtfertigen als bei einem erneuten Terroranschlag das eigene Nicht-Handeln zu begründen.